# Pterocarya hupehensis
Pterocarya hupehensis är en valnötsväxtart som beskrevs av Sidney Alfred Skan. Pterocarya hupehensis ingår i släktet vingnötter, och familjen valnötsväxter. Inga underarter finns listade i Catalogue of Life.